# Castagneto Carducci
Pour les articles homonymes, voir Carducci et Castagneto (homonymie).
Castagneto Carducci est une commune italienne d'environ 8 800 habitants, située dans la province de Livourne, dans la région Toscane, dans le centre de l'Italie.

## Origine du nom
Le toponyme vient du latin castanea, castagno (forêt de châtaigniers). En 1900, fut ajoutée la dénomination marittimo (c'est-à-dire  « de la Maremme », en latin Maritima) et en 1907 le nom actuel fut donné en l'honneur de Giosuè Carducci (prononcé : [dʒozuˈɛ karˈduttʃi]) qui vécut à Castagneto dans son enfance. 

## Géographie
Castagneto Carducci est une petite station balnéaire sur la côte des Étrusques. 

## Histoire
Possession au Moyen Âge de la famille Della Gherardesca dont l'un des représentants les plus célèbres fut Ugolin della Gherardesca. 

## Économie
- Bolgheri (DOC)
- Cavallino Matto
- Tenuta San Guido

## Monuments
- Château de Bolgheri

## Administration
| Période                                  | Période  | Identité           | Étiquette                                 | Qualité |
| ---------------------------------------- | -------- | ------------------ | ----------------------------------------- | ------- |
| 14 juin 2004                             | 2014     | Fabio Tinti        | Lista Civica - Democratici per Castagneto |         |
| 25 mai 2014                              | En cours | Sandra Scarpellini | Lista Civica - Democratici per Castagneto |         |
| Les données manquantes sont à compléter. |          |                    |                                           |         |

### Hameaux
Bolgheri, Donoratico, Marina di Castagneto Carducci

### Communes limitrophes
Bibbona, Monteverdi Marittimo (Pise), San Vincenzo, Sassetta, Suvereto. 

### Jumelages
- Léognan (France) depuis 2002[2]